# Mangoky
Mangoky  je rijeka na jugozapadu Madagaskara duga 304 kmMangoky nastaje spajanjem rijeka Matsiatre i Mananantanane na središnjem, potom teče na zapad prema delti u Mozambičkom kanalu kod grada Morombe.

## Zemljopisne karakteristike
Nakon što se spoje rijeke Matsiatra i Mananantanana u kotlini Sakamena na nadmorskoj visini od 206 m, nastaje rijeka Mangoky. Ona zatim teče u pravcu zapada.
Na 25 km od mjesta Salio, Mangoky prima pritoke rijeke Zomandao (na visini od 177 m) i Berorohu, i mjenja dotadašnji tok u pravcu sjeveroistoka prema jugozapadu. Tu rijeka ima vrlo široko korito, omeđeno velikom ravnicom koju često plavi. 
Nešto ispod mjesta Beroroha, na visini od 153 m, u Mangoky' uviru rijeke Malio i Isahena koje izviru u Gorju Halo. Te dvije rijeke donose velike količine pijeska koji se taloži na dnu, tako da tu Mangoky ima znatno šire korito (2 - 2,5 km ispod mjesta Beroroha).
Od Beroroha do ušća pritoke Sikili, 61 km od mora, Mangoky teče više manje pravcem istok-zapad. Tu prolazi preko vapnenačkog gorja Isalo uskim kanjonima. S lijeve strane prima dva povremena vodotoka Sakamavaka i Sikili, koji presuše od lipnja do prosinca, ali se za monsuna pretvore u prave bujice.
Vapnenački prag masiva Nosi-Bositra preusmjerava Mangoky u pravcu zapada, kojim sad ravnomjerno teče do mora. Na tom dijelu korito rijeke je vrlo široko (1 – 2 km) a za poplava naraste na 5 – 6 km. Na ušću u more Mangoky formira veliku deltu karakterističnog trokutastog oblika, dubine 80 km i 50 km široke uz obalu. Ona je obrasla najvećom šumom mangrove na Madagaskaru.
Rijeka je duga 304 km od svog ušća do spoja rijeka Matsiatra - Mananantanana koje ga formiraju. Ali ako se Matsiatra promatra kao ista rijeka (samo drugog imena) tada je ukupno duga 714 km, čak i duža ako bi se računalo da je izvor Matsiatre, rijeka Ihosi, - tad bi to bilo 821 km. Ako se računa tako, onda je Mangoky najduža rijeka na Madagaskaru, znatno duža od Betsiboka koji je duga, zajedno s Mananarom, - samo 605 km. Ukupna površina sliva Mangokyja je računajući tako -  55 750 km².

## Vanjske poveznice
- Mangoky Crocos de Tana - L'Ouest, na portalu madamax.com  Arhivirana inačica izvorne stranice od 4. veljače 2012. (Wayback Machine) (fr.)